# Luke Evans
Luke George Evans (Pontypool, Gales; 15 de abril de 1979) es un actor y cantante británico.
Comenzó su carrera en el teatro, actuando en muchas de las producciones de los Teatros del West End de Londres, como Rent, Miss Saigón y Piaf, antes de conseguir su primer papel importante de Hollywood.
Inició su carrera en el cine protagonizando la nueva versión de Furia de titanes (2010), interpretando al Dios Apolo. Después de su debut, Evans fue lanzado en películas de acción y de suspenso como Immortals (2011), The Raven (2012), y The Three Musketeers (2011), en la que interpretó a Aramis.
En 2013, Evans interpretó al antagonista principal Owen Shaw en la exitosa película de Fast & Furious 6, e interpretó a Bardo I el Arquero, en la trilogía de la adaptación de Peter Jackson de J. R. R. Tolkien El hobbit, dio vida al vampiro Drácula en el filme Dracula Untold (2014). Sus últimos trabajos fueron darle vida al villano Gastón de La bella y la bestia (2017) y su reaparición en The Fate of the Furious.

## Primeros años
Evans nació en Pontypool, y creció en Aberbargoed, un pequeño pueblo en Rhymney Valley, al sur de Gales, como el hijo único de Yvonne y David Evans.
A los diecisiete años se trasladó a Cardiff, donde estudió bajo la supervisión de Louise Ryan, maestro de canto de renombre. En 1997, obtuvo una beca para estudiar en el London Studio Centre en Kings Cross, Londres. Se graduó en 2000.

## Carrera

### Teatro
Entre 2000 y 2008, Evans actuó en muchas producciones en el West End de Londres, como La Cava, Taboo, Rent, Miss Saigon o Avenue Q, así como varios espectáculos al margen del circuito comercial en Londres y en el Festival de Edimburgo. En 2008 tomó su papel teatral más significativo, actuando como Vincent en la obra Small Change escrita y dirigida por Peter Gill en el Donmar Warehouse. Este papel le otorgó reconocimiento entre los directores de casting cinematográficos y las agencias estadounidenses. Fue nominado por él al premio del Evening Standard al mejor debutante. Más tarde del mismo año trabajó por segunda vez en él, en Piaf, en la que interpretó a Yves Montand.

### Cine

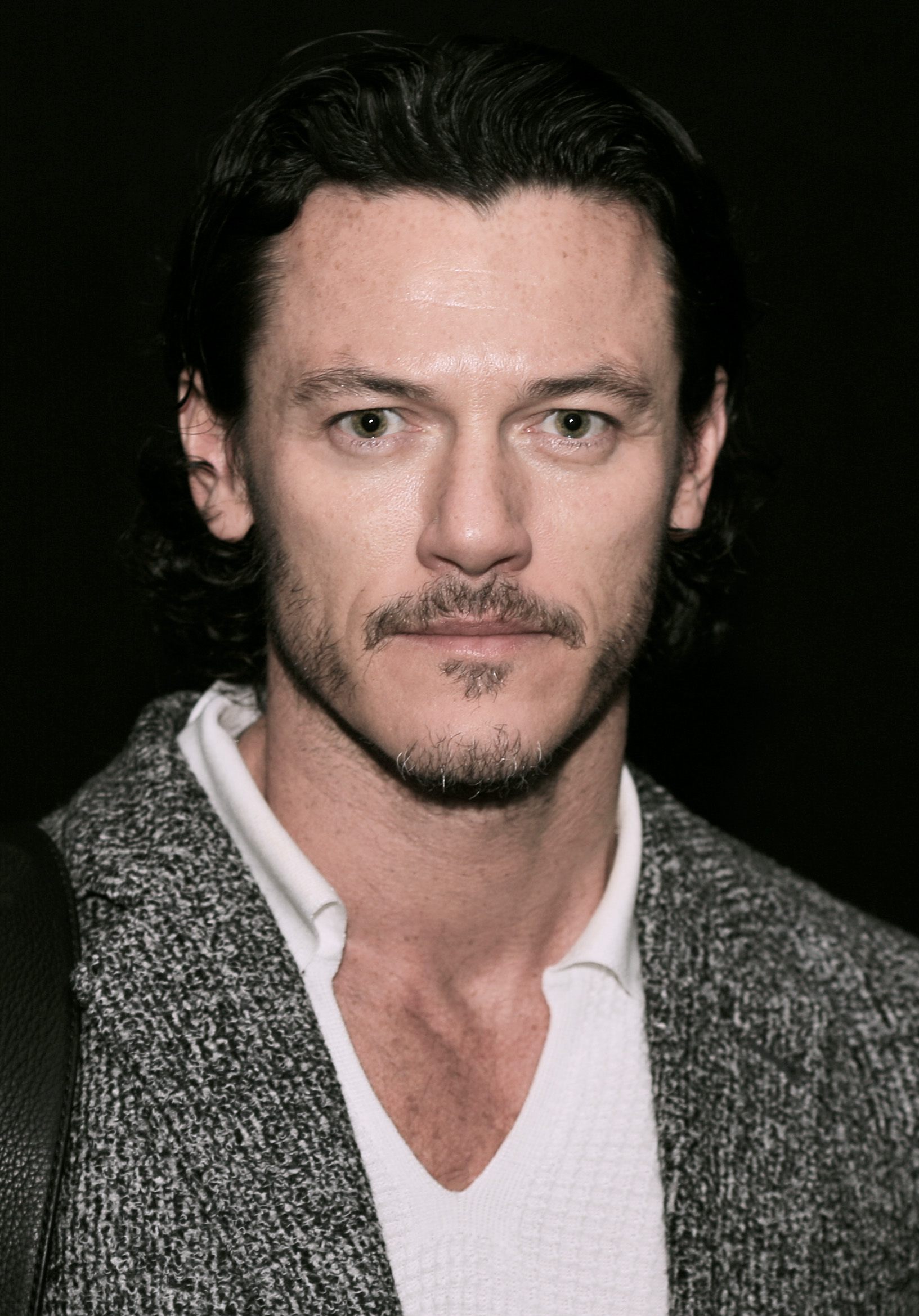
Evans en enero del año 2014.

Evans ganó su primera audición y obtuvo su primer papel en una película con treinta años, en 2009, interpretando al dios griego Apolo en el remake (2010) de Furia de titanes (1981). También en 2010, apareció como Clive en la película Sex & Drugs & Rock & Roll, dirigida por Matt Whitecross; y como el sheriff de Nottingham en Robin Hood, junto a Matthew Macfadyen. Tuvo un par de papeles secundarios en la película de Stephen Frears Tamara Drewe (2011), basada en el cómic de Posy Simmond. Después pasó a interpretar al detective inspector Craig Stokes en Blitz (2011), adaptación al cine de la novela homónima de Ken Bruen, en la que actuó junto a Jason Statham y Paddy Considine. A principios de 2010 también rodó la película independiente Flutter, dirigida por Giles Borg.
En 2010 Evans interpretó al mosquetero Aramis en la versión de Paul W. S. Anderson de Los tres mosqueteros (2011), en la que volvió a trabajar con Macfadyen. Tuvo un papel protagonista en Immortals (2011), una cinta épica de Tarsem Singh sobre los dioses griegos, en la que interpretó a Zeus, el rey de los dioses. En 2011 filmó No One Lives, una película de terror psicológico dirigida por Ryuhei Kitamara en Nueva Orleans. Y a finales de año, reemplazando a Jeremy Renner, interpretó el papel contrapuesto al de John Cusack en The Raven (2012). En esta película, ambientada en el Baltimore de mediados del siglo XIX, Evans interpretó al detective Emmett Fields, que investiga una serie de crímenes relacionados con Edgar Allan Poe (Cusack). El rodaje tuvo lugar en Budapest y Serbia en noviembre de 2010. Ha participado en 2013 en Fast and Furious 6, una de las sagas de acción más famosas de los últimos años, interpretando al villano Owen Shaw, un excomandante militar.
En 2010 comenzó a filmar con Peter Jackson el papel de Bardo el Arquero en adaptación cinematográfica en tres partes de la novela El hobbit del escritor J. R. R. Tolkien. El personaje de Evans aparece en la segunda parte, El hobbit: la desolación de Smaug, estrenada a finales del 2013, y en la tercera parte, El hobbit: la batalla de los Cinco Ejércitos que se ha estrenado en diciembre de 2014.
En octubre de 2014 estrenó Dracula Untold, dirigida por Gary Shore, realizando el personaje protagonista de Vlad Tepes, junto a Sarah Gadon, Dominic Cooper y Charles Dance. En 2015 estrenó la película High-Rise, del director Ben Wheatley, junto a Tom Hiddleston, Jeremy Irons y Sienna Miller.
En 2015 actuó en White Weapon de Robert Zemeckis, al lado de actores como Max Calmex, Aaron Paul, David Jasso M., Justin Berfield, Monica Bellucci, Andrew Rothenberg, Dan Castellaneta y Jennifer Connelly en el reparto principal. En enero de 2015 se anunció que abandonaba el proyecto del reboot de The Crow por el retraso en el rodaje y que el actor tiene varias películas para filmar este año.
En 2017 interpretó un papel principal en la nueva adaptación de Disney de La bella y la bestia, junto con los actores Emma Watson, Dan Stevens, Ewan McGregor, Ian McKellen, Emma Thompson, Josh Gad, Stanley Tucci y Kevin Kline, dando vida al villano Gastón, el malvado cazador enamorado de Bella.
En 2022 interpretó al Cochero, el villano de Pinocho de Disney haciendo una nueva versión de Pinocho basada en la película animada de 1940 del mismo nombre,fue dirigida por Robert Zemeckis y compartió reparto junto con Tom Hanks, Joseph Gordon-Levitt, Cynthia Erivo y Keegan-Michael Key.

## Vida personal
Luke Evans es abiertamente gay. En una entrevista en 2002, dijo: «Todos me conocían como un hombre gay, y en mi vida en Londres nunca traté de ocultarlo», y que al haber sido franco al respecto no tenía «ese esqueleto en el armario que pueden traquetear». En 2004, dijo que su carrera como actor no había sufrido por salir del armario. En 2014, Evans reconoció la importancia de la comercialidad, y añadió que si bien no oculta su sexualidad es reticente a hablar de ello con los medios de comunicación.

## Filmografía

### Cine
| Año  | Título                                    | Rol                          | Director           | Notas                     |
| ---- | ----------------------------------------- | ---------------------------- | ------------------ | ------------------------- |
| 2002 | Taboo                                     | Billy                        |                    | Musical                   |
| 2009 | Don't Press Benjamin's Buttons            | Padre de Benjamin            | Craig Robert Young | Cortometraje              |
| 2010 | Cowards and Monsters                      | Paul                         | Tristan Goligher   | Cortometraje              |
| 2010 | Sex & Drugs & Rock & Roll                 | Clive Richards               | Mat Whitecross     |                           |
| 2010 | Clash of the Titans                       | Apolo                        | Louis Leterrier    |                           |
| 2010 | Robin Hood                                | Sheriff Thug                 | Ridley Scott       |                           |
| 2010 | Tamara Drewe                              | Andy Cobb                    | Stephen Frears     |                           |
| 2011 | Blitz                                     | DI Craig Stokes              | Elliot Lester      |                           |
| 2011 | The Three Musketeers                      | Aramis                       | Paul W.S. Anderson |                           |
| 2011 | Immortals                                 | Zeus                         | Tarsem Singh       |                           |
| 2011 | Flutter                                   | Adrian                       | Giles Borg         |                           |
| 2012 | Ashes                                     | Crewcut                      | Matt Whitecross    |                           |
| 2012 | The Raven                                 | Inspector Emmett Fields      | James McTeigue     |                           |
| 2012 | No One Lives                              | Conductor                    | Ryûhei Kitamura    |                           |
| 2012 | The Hobbit: An Unexpected Journey         | Girion                       | Peter Jackson      | Sólo en versión extendida |
| 2013 | Fast & Furious 6                          | Owen Shaw                    | Justin Lin         |                           |
| 2013 | The Hobbit: The Desolation of Smaug       | Bardo I, el arquero / Girion | Peter Jackson      |                           |
| 2014 | Dracula Untold                            | Vlad Tepes / Drácula         | Gary Shore         |                           |
| 2014 | The Hobbit: The Battle of the Five Armies | Bardo I, el arquero          | Peter Jackson      |                           |
| 2015 | Furious 7                                 | Owen Shaw (cameo)            | James Wan          |                           |
| 2015 | White Weapon                              | Tyler Manzur                 | Robert Zemeckis    |                           |
| 2015 | High-Rise                                 | Richard Wilder               | Ben Wheatley       |                           |
| 2016 | Message from the King                     | El dentista                  | Fabrice Du Welz    |                           |
| 2016 | La chica del tren                         | Scott Hipwell                | Tate Taylor        |                           |
| 2017 | Beauty and the Beast                      | Gastón                       | Bill Condon        |                           |
| 2017 | The Fate of the Furious                   | Owen Shaw                    | F. Gary Gray       |                           |
| 2017 | El Profesor Marston y la Mujer Maravilla  | Dr. William Moulton Marston  | Angela Robinson    |                           |
| 2018 | State Like Sleep                          | Emile                        | Meredith Danluck   |                           |
| 2018 | 10x10                                     | Lewis                        | Suzi Ewing         |                           |
| 2019 | Ma                                        | Ben Hawkins                  | Tate Taylor        |                           |
| 2019 | Murder Mystery                            | Charles                      | Kyle Newacheck     |                           |
| 2019 | Anna                                      | Alex Tchenkov                | Luc Besson         |                           |
| 2019 | StarDog and TurboCat                      | Felix (voz)                  | Ben Smith          |                           |
| 2019 | Angel of Mine                             | Mike                         | Kim Farrant        |                           |
| 2019 | Midway                                    | Wade McClusky                | Roland Emmerich    |                           |
| 2021 | Crisis                                    | Bill Simmons                 | Nicholas Jarecki   |                           |
| 2022 | Pinocho                                   | El cochero                   | Robert Zemeckis    |                           |
| 2023 | Good Grief                                | Oliver                       | Daniel Levy        |                           |

### Televisión
| Año       | Título                    | Rol                                                                                | Notas                                |
| --------- | ------------------------- | ---------------------------------------------------------------------------------- | ------------------------------------ |
| 2013      | The Great Train Robbery   | Bruce Reynolds                                                                     | 2 episodios                          |
| 2016-2018 | Robot Chicken             | Wolverine / Pinocho / Hot For Creature Singer / James Bond / Scott Hipwell (voces) | Voz, 2 episodios                     |
| 2017      | The Grand Tour            | Él mismo                                                                           | Episodio: "Jaaaaaaaags"              |
| 2018-2020 | The Alienist              | John Moore                                                                         | Elenco principal                     |
| 2020      | Crossing Swords           | Rey Merriman (voz)                                                                 | Rol principal, 10 episodios          |
| 2021      | The Pembrokeshire Murders | Steve Wilkins                                                                      | Rol principal, miniserie de 3 partes |
| 2021      | Nine Perfect Strangers    | Lars                                                                               | Rol principal, miniserie             |
| 2022-2023 | Echo 3                    | Bambi                                                                              | Rol principal, miniserie             |

## Discografía

### Álbumes de estudio
| Título  | Fecha de lanzamiento    | Posiciones más altas | Posiciones más altas | Posiciones más altas |
| Título  | Fecha de lanzamiento    | UK                   | AUS Dig.             | IRE                  |
| ------- | ----------------------- | -------------------- | -------------------- | -------------------- |
| At Last | 22 de noviembre de 2019 | 11                   | 30                   | 84                   |

### Álbumes de bandas sonoras
| Título               | Fecha de lanzamiento |
| -------------------- | -------------------- |
| Beauty and the Beast | 10 de marzo de 2017  |

### Sencillos
| Título                  | Fecha de lanzamiento  | Álbum   |
| ----------------------- | --------------------- | ------- |
| "Love Is a Battlefield" | 8 de octubre de 2019  | At Last |
| "Changing"              | 23 de octubre de 2019 | At Last |

## Premios y nominaciones
| Año  | Premiación                      | Categoría                   | Nominado por         | Resultado |
| ---- | ------------------------------- | --------------------------- | -------------------- | --------- |
| 2016 | GQ Germany Awards               | Actor Internacional del año | —                    | Ganador   |
| 2017 | MTV Movie & TV Awards           | Mejor Dúo (con Josh Gad)    | Beauty and the Beast | Nominado  |
| 2017 | Teen Choice Awards              | Película Elegida: Villano   | Beauty and the Beast | Ganador   |
| 2017 | Teen Choice Awards              | Película Elegida: Berrinche | Beauty and the Beast | Nominado  |
| 2020 | Virgin Atlantic Attitude Awards | Hombre del Año              | —                    | Ganador   |